# Пушћине
Пушћине су насељено место у саставу општине Неделишће у Међимурској жупанији, Хрватска. До територијалне реорганизације у Хрватској налазиле су се у саставу старе општине Чаковец.

## Становништво
На попису становништва 2011. године, Пушћине су имале 1.289 становника.

## Попис1991.
На попису становништва 1991. године, насељено место Пушћине је имало 1.254 становника, следећег националног састава:
| Попис 1991.‍   | Попис 1991.‍  | Попис 1991.‍ | Попис 1991.‍ | Попис 1991.‍ |
| ------------- | ------------ | ----------- | ----------- | ----------- |
|               |              |             |             |             |
| Хрвати        | Хрвати       |             | 1.176       | 93,77%      |
| Југословени   | Југословени  |             | 13          | 1,03%       |
| Словенци      | Словенци     |             | 11          | 0,87%       |
| Мађари        | Мађари       |             | 1           | 0,07%       |
| Пољаци        | Пољаци       |             | 1           | 0,07%       |
| неопредељени  | неопредељени |             | 13          | 1,03%       |
| регион. опр.  | регион. опр. |             | 1           | 0,07%       |
| непознато     | непознато    |             | 38          | 3,03%       |
| укупно: 1.254 |              |             |             |             |